# Tixà be-Av
El Tixà be-Av, (en hebreu: תשעה באב), és un dia de dejuni anual en el judaisme, que commemora la destrucció del Primer i Segon Temples de Jerusalem i el posterior exili dels Jueus de la Terra d'Israel. El dia commemora també altres tragèdies que van passar en aquest dia, inclosa la massacre romana de més de 100.000 Jueus a Beitar l'any 132 CE. Instituït pels rabins de Palestina al segle segon, Tixà be-Av és considerat com el dia més trist del calendari hebreu i és un dia que està marcat per la tragèdia.

## La destrucció del Temple
El dejuni commemora la destrucció tant del Primer Temple, que es va produir el dia 9 del mes d'av, i la destrucció del Segon Temple que va tenir lloc uns 655 anys més tard. En relació amb la caiguda de Jerusalem, es van establir tres dies de dejuni, al mateix temps que el novè dia d'Av: eren el dia 10 de tevet, quan va començar el setge, el dia 17 de tammuz, quan la primera bretxa es va fer als murs de la ciutat, i el tercer de tixrí. Les setmanes prèvies a Tixà be-Av es coneixen com les tres setmanes, mentre que els dies previs a tixà be-av són coneguts com els nou dies.

## Els dotze espies
Segons la Mixnà (Taanit 4:6), cinc esdeveniments específics ocorreguts el dia nou del mes d'Av, justifiquen el dejuni;
Els dotze espies enviats per Moisès per observar la terra de Canaan van tornar de la seva missió. Només dos dels espies, Josuè i Caleb, va portar un informe positiu, mentre que els altres parlaren negativament de la terra. L'informe de la majoria va fer plorar als fills d'Israel, i va portar-los el pànic i la desesperació. Per això, van ser castigats per Déu, i els va dir que la seva generació no entraria a la Terra Promesa. A causa de la manca de fè dels israelites, Déu va decretar que des d'aleshores, per a totes les generacions aquesta data es convertiria en un dia de dòl i desgràcia per als seus descendents. (Vegeu Nombres 13, Nombres 14).

## El Primer Temple
El primer Temple va ser construït pel Rei Salomó, el Regne de Judà, va ser destruït pels babilònis sota el regnat del Rei Nabucodonosor II l'any 587 aC, segons el calendari hebreu l'any 3175, després d'un setge de dos anys i els habitants de Judà van ser enviats a l'exili a Babilònia. D'acord amb el Talmud en el tractat Ta'anit, la destrucció del Primer Temple, va començar al dia 9 d'Av, i el temple va seguir cremant fins al dia 10 d'Av.

## El Segon Temple
El segon temple construït per Esdres i Nehemies va ser destruït pels romans a l'agost de l'any 70 del segle primer, segons el calendari hebreu l'any 3830, i això va donar lloc a la dispersió dels habitants de Judea, i a l'inici de la Diàspora jueva de Terra Santa.

## Altres calamitats
Amb el temps, Tixà be-Av ha arribat a ser un dia de dol per als jueus, no només per a aquests esdeveniments, sinó també per les tragèdies posteriors:
- L'episodi del vedell d'or (17 de tammuz) en aquesta data els hebreus, després de la seva sortida d'Egipte, van reintroduir la idolatria com una forma d'espiritualitat.

- Al mes d'Av de l'any 3893, l'any 135 de l'era cristiana, va caure el darrer baluard jueu de la Revolta de Bar Kokhebà (מֶרֶד בַּר־כוֹכְבָּא) contra els romans, la fortalesa de Betar (בֵּיתָר). L'Imperi Romà va desplegar nou legions, per conquerir Israel. Bar Kokhebà es refugià a la fortalesa de Betar. Els romans la van capturar i van matar el seu cabdill. Segons Cassius Dio, en la revolta van morir 580.000 jueus i 50 pobles van ser arrasats. Jerusalem també fou arrasada, i per evitar el retorn dels jueus, una nova ciutat romana, Èlia Capitolina, fou construïda al seu lloc.

- La Primera Croada va començar oficialment l'any 1096, matant a 10.000 jueus en el seu primer mes i amb la destrucció de les comunitats jueves de França i la Renània. Un total d'1,2 milions de jueus van ser assassinats en aquesta croada que es va iniciar el dia 9 del mes d'Av.

- Els Jueus van ser expulsats d'Anglaterra el 18 juliol de 1290, al calendari hebreu l'any 5050.

- Els Jueus van ser expulsats de França el 22 juliol de 1306, al calendari hebreu l'any 5066.

- Els Jueus van ser expulsats d'Espanya el 31 juliol 1492, al calendari hebreu l'any 5252.

- Alemanya va entrar a la Primera Guerra Mundial, l'1 d'agost de 1914, el nou d'Av de l'any 5764.

- En el 23 de juliol 1942, dia 9 d'Av de l'any 5702, va començar la deportació en massa de jueus del gueto de Varsòvia cap al camp de concentració de Treblinka.

- La majoria de comunitats religioses fan servir la commemoració de Tixà be-Av per a plorar els milions de jueus que van morir a l'Holocaust nazi, així com el dia de Yom ha-Xoà.

El dia 10 del mes d'Av, els següents esdeveniments van tenir lloc:
- A Buenos Aires va tenir lloc el bombardeig de l'AMIA, centre social de la comunitat jueva a Buenos Aires, matant a 85 persones i ferint a 300, el 18 de juliol de 1994, el dia 10 del mes d'Av de l'any 5754.

- El Pla de Desconnexió de la Franja de Gaza, va començar el dia 10 del mes d'Av, l'any 5765, el 15 agost de l'any 2005.

## Lleis i costums
El mes d'Av coincideix amb els mesos de juliol o agost en el calendari occidental.
Quan el dia 9 del mes d'Av és un Sàbat, l'observança del Tixà be-Av es duu a terme el diumenge,
aleshores no hi ha senyals extèrnes de dòl, se celebra com un Sàbat normal.
El dejuni dura al voltant de 25 hores, a partir de la posta de sòl la tarda anterior,
fins al vespre de l'endemà, cal fer dejuni, i també es prohibeix fer activitats agradables.
A més de les cinc prohibicions bàsiques, està prohibida tota activitat alegre.
El Llibre de les Lamentacions, que tracta sobre el dòl per la destrucció de Jerusalem es llegeix a la sinagoga,
seguit d'una sèrie de cants litúrgics per lamentar la pèrdua del Temple de Salomó i de la ciutat santa de Jerusalem.
Aquest dia s'ha associat amb el record d'altres grans calamitats que han caigut sobre el poble jueu, alguns esdeveniments tals com l'assassinat dels màrtirs, la destrucció de nombroses comunitats jueves medievals durant les Croades i el Genocidi dels jueus europeus a l'Holocaust.
Tixà be-Av té un caràcter rigorós similar a la diada de Yom Kippur.
A més de la durada del dejuni, que dura al voltant de 25 hores,
a partir de la posta de sol, des de la vigília de Tixà be-Av i acaba al vespre de l'endemà.
Tixà be-Av també comparteix les mateixes cinc prohibicions de Yom Kippur;
No menjar, no beure,
No rentar-se, no banyar-se,
No posar-se crema i olis,
No rentar-se les sabates,
No tenir relacions sexuals.
A aquestes restriccions es renuncia en el cas de problemes de salut.
Per exemple, els que estan greument malalts poden menjar i beure.
Gairebé qualsevol malaltia pot justificar la ruptura del dejuni.
És permès rentar els objectes rituals.
L'estudi de la Torà està prohibit a Tixà be-Av, ja que es considera una activitat agradable, amb l'excepció de l'estudi dels textos com el Llibre de les Lamentacions, el Llibre de Job, porcions del Llibre de Jeremies i els capítols del Talmud que tracten sobre les lleis del dòl.
A la sinagoga, abans de l'inici del servei de la tarda, es treu la cortina que normalment cobreix l'Aron ha-Qodeix,
que és l'indret dins de la sinagoga, on es guarden els rotlles de la Torà.
S'acostuma a seure en cadires baixes abans del dejuni, fins al migdia.
S'acostuma a menjar un ou dur, i un tros de pa durant aquest menjar.
S'evita el treball durant aquest període.
La il·luminació elèctrica pot ser apagada, i una pregària és recitada amb la llum de les espelmes.
Les persones s'abstenen de saludar-se o enviar-se regals.
Vells llibres d'oracions i rotlles de la Torà són sovint enterrats.
El costum és no posar-se la filactèria al servei del matí (Shajarit) de Tixà be-Av.
El primer temple va continuar cremant durant tota la nit i la major part de l'endemà.
El dia 10 del mes d'Av, és habitual abstenir-se de menjar carn, beure vi, banyar-se, tallar-se el cabell, rentar-se la roba, escoltar música, i de recitar la benedicció Sehehiyanu, fins l'endemà al migdia.
Les lleis de Tixà be-Av es registren al Xulhan Arukh (en català: "la taula parada"), un dels llibres de l'halacà.

## Tixà be-Av a Israel
A Israel, restaurants i llocs d'entreteniment estan tancats a la vigília de Tixà be-Av i l'endemà per una llei de la Kenésset, els establiments que violen la llei estan subjectes a multes.
A la diàspora, la diada no és observada per la majoria dels jueus seculars, a diferència del Yom Kippur. D'acord amb els rabins ortodoxos, els soldats no tenen l'obligació de fer el dejuni durant el dia de Tixà be-Av, sobre la base que poden posar en perill les seves vides. Aquest darrer decret va ser emès durant la Segona Guerra del Líban, per les principals autoritats rabíniques d'Israel, els rabins; Shlomo Amar i Yonah Metzger.

## Recuperació de la Independència
Com que l'objectiu principal de la jornada és recordar la destrucció del Primer i del Segon Temple i la posterior dispersió de la nació jueva cap a l'exili, el restabliment d'un estat jueu a Terra Santa ha plantejat diverses actituds dins del judaisme respecte a la diada de Tixà be-Av.
Alguns en el moviment conservador veuen en l'establiment de l'Estat d'Israel i la restauració de la independència i la sobirania jueva com una victòria, i conclouen que seria correcte per commemorar aquest fet històric acabar el dejuni després de l'assistència del migdia, mentre que altres opinen que el dejuni ha de ser completat i esmentar el fet que, fins i tot durant el període del Segon Temple va ser observat el dejuni.
Després de la Guerra dels Sis Dies, la comunitat religiosa nacional va considerar les conquestes territorials d'Israel d'una forma gairebé messiànica. La conquesta de les zones geogràfiques amb una immensa significació religiosa, inclosa la ciutat santa de Jerusalem, el Mur de les Lamentacions i el Mont del Temple va ser vist d'una forma positiva, però només la reconstrucció completa del Temple pot ser una raó suficient per deixar d'observar el dia com un dia de dòl. Alguns sempre han cregut que fins a l'arribada del Messies, Tixà be-Av seguirà sent observat com un dia de dejuni.